# Gonyleptidae
A Gonyleptidae é uma família de opiliões. É a família mais abundante do Brasil onde é facilmente encontrada em regiões tropicais.